# Els Verds-Opció Verda
Els Verds-Opció Verda (Los Verdes-Opción Verde) (EV-OV) es un partido político español de ámbito catalán de ideología ecologista. Surgió en marzo de 1998, fruto de la desintegración de Els Verds-Confederació Ecologista de Catalunya (EV-CEC), ante el debate que se dio en este entre mantener o no su alianza con Iniciativa per Catalunya. EV-OV surgió del sector partidario de mantener dicho acuerdo. Sin embargo la autocalificación de Verds por parte de Iniciativa enrareció su relación. Asimismo fue reconocida por parte de Los Verdes.
A la par que la Confederación de Los Verdes firmó un acuerdo de colaboración con el PSOE, el partido hizo lo mismo con su referente regional en Cataluña, el Partido de los Socialistas de Cataluña (PSC). Así, de cara a elecciones generales de 2004, candidatos de EV-OV se integraron como independientes en las listas del PSC. De este modo, Joan Oms, su líder, fue diputado en el Congreso entre noviembre de 2006 y 2008.
Para las elecciones Generales del 2008, al igual que la Confederación de Los Verdes rompió su acuerdo con el PSOE, EV-OV hizo lo mismo con el PSC, encabezando Joan Oms su candidatura en Cataluña y obteniendo tan solo 4000 votos.
Tras abandonar la Confederación de Los Verdes casi todos los partidos que formaban parte de ella para integrarse en Equo, EV-OV junto con Els Verds del País Valencià y Gira Madrid-Los Verdes fueron los únicos que se mantuvieron dentro de ésta. Así, al igual que la Confederación, EV-OV se presentó a las elecciones Generales del 2011 dentro de La Izquierda Plural, junto a Izquierda Unida (IU) y otras formaciones.
Las diferentes alianzas electorales en un periodo muy breve de tiempo han hecho que gran parte de su militancia abandone el partido, militancia ya antes escasa.
En las últimas elecciones no se han presentado y pidieron el voto para la coalición En Comú Podem y Sumar-En Comú Podem.
Con el tiempo la mayoría de sus afiliados se pasaron a Esquerra Verda.
En 2011 se disolvió y se integró íntegramente en Iniciativa per Catalunya Verds-Verdes Equo (desde el 13 de marzo de 2021 se llama Esquerra Verda-Verdes Equo).